# 馬雷科省

馬雷科省是智利的54個省份之一，位於該國中部，由阿勞卡尼亞大區負責管轄，首府設於安戈爾，面積13,433平方公里，2002年人口201,615，人口密度每平方公里15人。